# Влодзімєж Деметрикевич
Влодзімеж Юзеф Деметрикевич (Włodzimierz Józef Demetrykiewicz; 9 вересня 1859, Золочів — 13 квітня 1937, Краків) — польський археолог, професор Ягеллонського університету.

## Біографія
Вчився у школах в Ряшеві та Тарнові, у 1878—1884 роках вивчав право та 1884—1887 — історію мистецтв в Ягеллонському університеті; у 1884 захистив докторську дисертацію в Ягеллонському університеті після презентації роботи «Збереження археологічних пам'яток» з позицій історії культури та порівняльної науки про право. Він доповнив навчання з історії мистецтва у Віденському університеті (1890—1891), потім взявся за роботу при Управлінні охорони старовинних пам'яток у Кракові (1891—1912). У 1902 році став доцентом Археологічного кабінету Ягеллонського університету; з 1907 р. був титулярним професором і читав лекції з доісторичної археології в Польщі. У 1919 став доцентом і завідувачем кафедри праісторії, у 1921 р. — професором та директором кафедри праісторії. З 1921 року керував Археологічним музеєм PAU (до 1928 завідувач, потім директор).
Він першим здійснив ретельне дослідження латинського періоду в Малій Польщі; презентував спробу синтезу праісторії Галичини; провів дослідження польського палеоліту та групи лужицької культури з Тарнобжегу. Він сприяв збереженню готичної церковної споруди в Тарнуві; вимагав нагляду за пам'ятками лише спеціалізованими відділами охорони.
В Україні досліджував відому печеру Вертеба — нині об'єкт природно-заповідного фонду, де діє єдиний в Україні підземний музей трипільської культури.
У 1896—1919 роках був редактором «Антропологічних, археологічних та етнографічних матеріалів AU в Кракові». Серед його учнів були, серед інших Влодзімеж Антоневич, Роман Гродецький та Леон Козловський.